# قائمة آثار محافظة طولكرم
تضم قائمة آثار محافظة طولكرم المواقع الأثرية والمعالم السياحية الموجودة في محافظة طولكرم في فلسطين:
| الرقم | الاسم            | الوصف | الموقع                          | الاحداثيات                                      | الصورة |
| ----- | ---------------- | --- | ------------------------------- | ----------------------------------------------- | ------ |
| 1     | خربة ارتاح       | | قرية ارتاح في جنوب مدينة طولكرم |                                                 |        |
| 2     | مقام النبي يعقوب | مبنى من طابقين، الطابق السفلي منه يعود للعصر الروماني، على حين يعود الطابق العلوي) منه إلى للحقبة المملوكية                  | قرية ارتاح في جنوب مدينة طولكرم | 35°00′51″N 32°17′42″E / 35.014083°N 32.295083°E |        |
| 3     | خربة نصف جبيل    | |                                 |                                                 |        |
| 4     | قرية كور         | قرية أثرية تعود مبانيها للحقبتين المملوكية والعثمانية وقد استقر بها معسكر القائد المملوكي الظاهر بيبرس أثناء قتاله للصليبيين |                                 |                                                 |        |
| 5     | قرية شوفة        | قرية أثرية تعود مبانيها إلى الحقبتين الرومانية والبيزنطية                                                                    | جنوب شرق مدينة طولكرم           | 35°04′59″N 32°16′28″E / 35.082981°N 32.274583°E |        |
| 6     | خربة برح العطعوط | موقع أثري يحتوي على بقايا برج وعقود وآثار أساسات وصهاريج وبركة ماء                                                           |                                 |                                                 |        |
| 7     | خربة أم صور      | موقع أثري يحتوي على بقايا سور وأبنية وأعمدة وصهاريج وخزان                                                                    |                                 |                                                 |        |
| 8     | متحف طولكرم      | متحف يضم قطعًا أثرية تعود لمختلف الحقب الرومانية والبيزنطية والإسلامية                                                        |                                 |                                                 |        |